# Nickelodeon Kids’ Choice Awards 2013
26. gala Nickelodeon Kids’ Choice Awards odbyła się 23 marca 2013 roku o godz. 20:00. Prowadzącym galę był Josh Duhamel, gwiazda takich filmów jak Transformers 3, Sylwester w Nowym Jorku i Safe Haven. Gala po raz piąty była transmitowana na kanale Nickelodeon Polska. Transmisja odbyła się w niedzielę 24 marca 2013 roku o godz. 20:00.

## Prowadzący
- Josh Duhamel

## Nominacje

### Film

#### Najlepszy film
- Niesamowity Spider-Man
- Avengers
- Dziennik cwaniaczka 3
- Igrzyska śmierci (wygrana)

#### Najlepszy film animowany
- Merida waleczna
- Epoka lodowcowa 4: Wędrówka kontynentów
- Madagaskar 3
- Ralph Demolka (wygrana)

#### Najlepszy dubbing filmu animowanego
- Chris Rock (Madagaskar 3)
- Adam Sandler (Hotel Transylwania) (wygrana)
- Ben Stiller (Madagaskar 3)
- Taylor Swift (Lorax)

#### Najlepszy żeński kopacz tyłków
- Anne Hathaway (Mroczny rycerz powstaje)
- Scarlett Johansson (Avengers)
- Jennifer Lawrence (Igrzyska śmierci)
- Kristen Stewart (Królewna Śnieżka i Łowca) (wygrana)

#### Najlepszy męski kopacz tyłków
- Robert Downey Jr. (Avengers)
- Andrew Garfield (Niesamowity Spider-Man)
- Chris Hemsworth (Avengers)
- Dwayne Johnson (Podróż na Tajemniczą Wyspę) (wygrana)

#### Najlepszy aktor
- Johnny Depp (Mroczne cienie) (wygrana)
- Andrew Garfield (Niesamowity Spider-Man)
- Zachary Gordon (Dziennik cwaniaczka 3)
- Will Smith (Faceci w czerni III)

#### Najlepsza aktorka
- Vanessa Hudgens (Podróż na Tajemniczą Wyspę)
- Scarlett Johansson (Avengers)
- Jennifer Lawrence (Igrzyska śmierci)
- Kristen Stewart (Saga „Zmierzch”: Przed świtem – część 2) (wygrana)

### Muzyka

#### Najlepsza piosenka
- Call Me Maybe (Carly Rae Jepsen)
- Gangnam Style (PSY)
- We Are Never Ever Getting Back Together (Taylor Swift)
- What Makes You Beautiful (One Direction) (wygrana)

#### Najlepsza grupa muzyczna
- Big Time Rush
- Bon Jovi
- Maroon 5
- One Direction (wygrana)

#### Najlepszy piosenkarz
- Justin Bieber (wygrana)
- Bruno Mars
- Blake Shelton
- Usher

#### Najlepsza piosenkarka
- Adele
- Katy Perry (wygrana)
- Pink
- Taylor Swift

### Telewizja

#### Najlepszy serial
- Powodzenia, Charlie!
- iCarly
- Victoria znaczy zwycięstwo (wygrana)
- Czarodzieje z Waverly Place

#### Najlepsza aktorka telewizyjna
- Miranda Cosgrove (iCarly)
- Selena Gomez (Czarodzieje z Waverly Place) (wygrana)
- Victoria Justice (Victoria znaczy zwycięstwo)
- Bridgit Mendler (Powodzenia, Charlie!)

#### Najlepszy aktor telewizyjny
- Jake T. Austin (Czarodzieje z Waverly Place)
- Lucas Cruikshank (Marvin Marvin)
- Ross Lynch (Austin i Ally) (wygrana)
- Carlos Pena Jr. (Big Time Rush)

#### Najlepsza kreskówka
- Wróżkowie chrzestni
- Fineasz i Ferb
- SpongeBob Kanciastoporty (wygrana)
- Tom i Jerry

#### Najlepszy program
- America’s Got Talent
- American Idol
- The Voice
- Wipeout (wygrana)

### Sport

#### Najlepszy sportowiec
- LeBron James (wygrana)
- Michael Phelps
- Tim Tebow
- Shaun White

#### Najlepsza sportsmenka
- Gabrielle Douglas
- Danica Patrick (wygrana)
- Serena Williams
- Venus Williams

### Pozostałe kategorie

#### Najlepszy czarny charakter
- Reed Alexander (iCarly)
- Simon Cowell (The X Factor) (wygrana)
- Tom Hiddleston (Avengers)
- Julia Roberts (Królewna Śnieżka)

#### Najlepsza książka
- Dziennik cwaniaczka
- Harry Potter
- Igrzyska śmierci (wygrana)
- Magic Tree House

#### Najlepsza gra
- Just Dance 4 (wygrana)
- Mario Kart 7
- Skylanders Giants
- Wii Sports